# Fremont (Nebraska)
Fremont è una città degli Stati Uniti d'America, nella contea di Dodge nello Stato del Nebraska.
Qua nacque l'imprenditore e filantropo George Page.